# George Cranfield Berkeley
George Cranfield Berkeley (10 août 1753 - 25 février 1818) est un officier de la Royal Navy britannique. Amiral, il est très populaire mais controversé à la fin du XVIIIe siècle et au début du XIXe siècle en Grande-Bretagne . Servant sur plusieurs navires, Berkeley participe aux trois batailles d'Ouessant, commande des flottes dans les Antilles et au large de l'Irlande et gère les routes d'approvisionnement vers le Portugal et l'Espagne qui maintiennent les armées de Wellington sur le terrain pendant la Guerre d'indépendance espagnole. Il a une longue carrière politique, réformant les pratiques militaires en Grande-Bretagne et participant à plusieurs scandales importants, notamment des querelles avec Charles James Fox et Hugh Palliser.

## Début de carrière
George Cranfield Berkeley est né en 1753, troisième fils d'Augustus Berkeley (4e comte de Berkeley) et de sa femme Elizabeth Drax. Son père meurt alors que George n'a que deux ans et le titre de comte de Berkeley passe à son frère aîné Frederick. George est instruit en privé jusqu'à neuf ans, et fréquente le Collège d'Eton, jusqu'en 1766 quand il est attaché au yacht royal Mary commandé par un parent Augustus Keppel. Mary transporte la princesse Caroline Mathilde au Danemark, où elle épouse Christian VII de Danemark. Berkeley est page à son mariage .
En 1767, Berkeley est rattaché à l'escadron de Hugh Palliser basé à Terre-Neuve. Il y est encadré par Joseph Gilbert (qui accompagne plus tard James Cook) et John Cartwright (plus tard un éminent réformateur politique). Avec ces hommes, Berkeley participe à une étude de Terre-Neuve, apprenant le matelotage, l'arpentage et de nombreuses autres compétences au cours de la commission de deux ans. En 1769, Berkeley est transféré en Méditerranée et sert dans la frégate HMS Alarm sous John Jervis . Pendant les cinq années suivantes, Berkeley passe du temps en Méditerranée et chez lui, devenant lieutenant en 1772 mais n'ayant pas réussi à être élu député de Cricklade puis du Gloucestershire après un scrutin difficile et extrêmement coûteux .

## Guerre d'Indépendance américaine
Après le déclenchement de la guerre d'Indépendance américaine, Berkeley sert sur le HMS Victory, dans lequel il commande une nacelle lors de la première bataille d'Ouessant. Berkeley devient un adversaire de premier plan de Hugh Palliser après la bataille, au cours de laquelle Palliser est accusé de refuser d'obéir aux ordres de son commandant, l'amiral Augustus Keppel. Cette opposition n'empêche pas Berkeley d'obtenir son premier commandement indépendant la même année, lorsqu'il reprend le HMS Pluto de 8 canons. L'année suivante, il commande le tout aussi petit HMS Firebrand et impressionne son commandant Lord Shuldham. La recommandation de promotion de Shuldham est toutefois refusée en raison de son implication antérieure dans l'affaire Palliser .
En 1780, Berkeley est nommé sur le HMS Fairy, un brick de 14 canons sous le commandement de son cousin George Keppel et ensemble, ils capturent le navire américain Mercury, faisant prisonnier Henry Laurens qui est en mission secrète pour emprunter de l'argent au gouvernement néerlandais. Les informations obtenues de Laurens conduisent à une déclaration de guerre britannique contre les Pays-Bas . Autre conséquence, Berkeley est promu capitaine par l'amiral Richard Edwards et commande Fairy pendant le soulagement du Grand Siège de Gibraltar et d'autres opérations contre les navires américains de Terre-Neuve .
En 1781, Berkeley reçoit le commandement de la frégate HMS Recovery qui est placée dans l'escadron de Samuel Barrington. Lors de la seconde bataille d'Ouessant en 1782, le navire de Berkeley est engagé dans la décimation d'un convoi français et de ses escortes. En récompense, Berkeley reçoit le navire capturé HMS Pegase. Alors qu'il est à bord, il est approché par un jeune William Cobbett qui veut se porter volontaire pour la marine. Berkeley dissuade Cobbett, qui a plus tard crédité Berkeley de l'avoir sauvé de « la profession la plus pénible et la plus périlleuse du monde » . En avril 1783, Berkeley obtient enfin un siège au parlement, dans la circonscription du Gloucestershire et reste député de la ville pendant les 27 années suivantes et prend ce poste au sérieux, devenant un député indépendant très important. Il tente même d'amener William Pitt le Jeune et Charles James Fox dans une alliance, bien que l'effondrement du projet se soit terminé par une querelle entre lui et Fox .

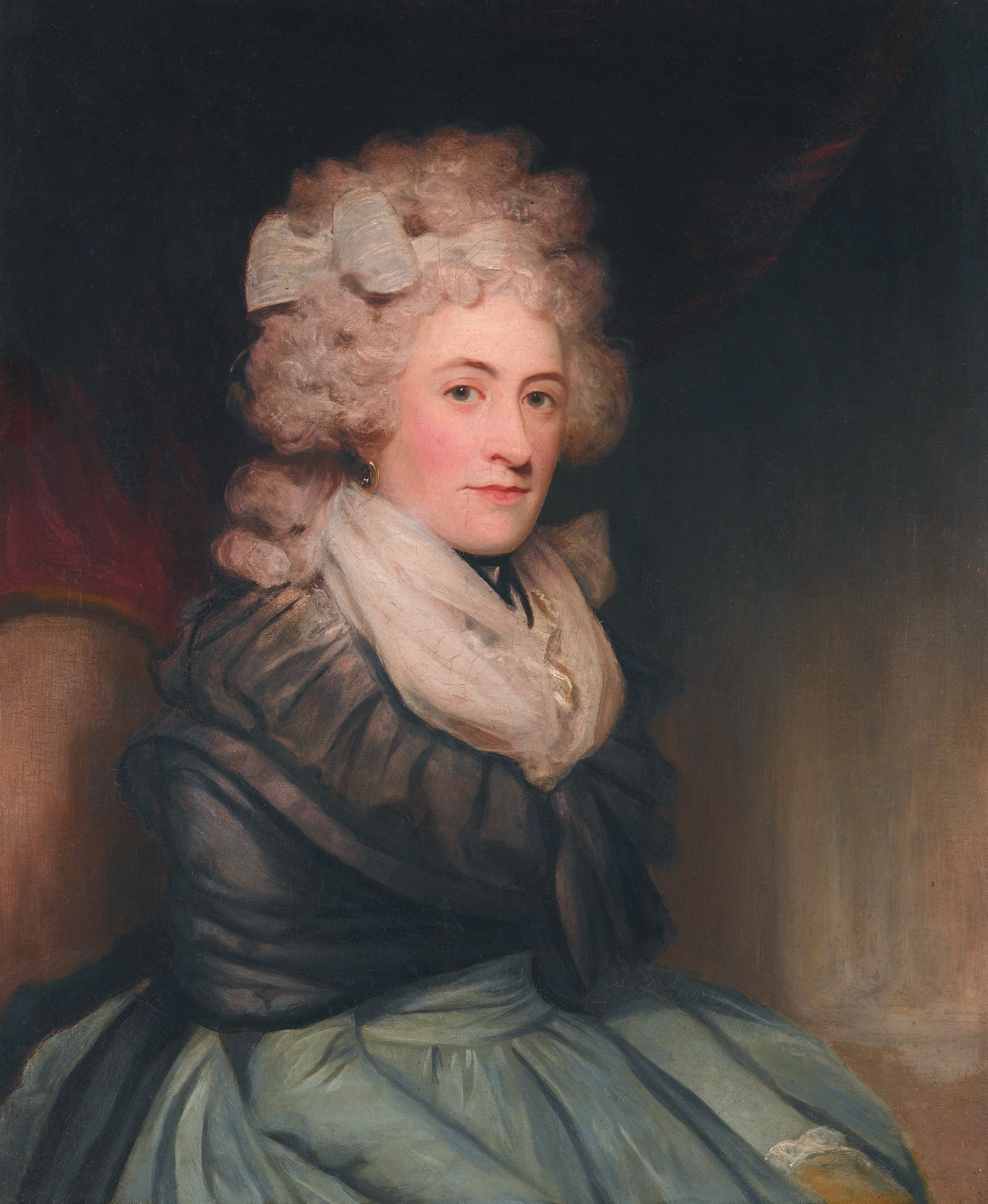
Emilia Charlotte Lennox (John Hoppner)

L'année suivante, 1784 après la paix, Berkeley épouse Emilia Charlotte Lennox, fille de Lord George Lennox. Le mariage est un mariage d'amour et la sœur de Berkeley commente qu'ils sont « un modèle de bonheur domestique à peine égalé » . Le couple a trois filles et deux fils et reste une famille exceptionnellement unie, Berkeley utilisant sa vaste richesse personnelle pour emmener sa famille avec lui lors de longs voyages et de missions à l'étranger . En 1786, Berkeley commande le HMS Magnificent et reste avec lui pendant trois ans jusqu'en 1789, date à laquelle il devient arpenteur général de l'artillerie. Il quitte le poste après le déclenchement des guerres de la Révolution française en 1793, prenant le commandement du HMS Marlborough.

## Guerres de la Révolution française
Berkeley commande encore Marlborough lorsqu'elle combat sous les ordres de Richard Howe lors du Bataille du 13 prairial an II, au sein de la division van de l'amiral Thomas Pasley et lors de la campagne précédente de l'Atlantique de mai 1794. Le 1er juin, le Marlborough est démâté au corps à corps avec plusieurs navires français et le Berkeley grièvement blessé à la tête et à la cuisse, devant se retirer pour arrêter l'hémorragie. Il a une longue convalescence après l'action mais figure parmi les capitaines sélectionnés pour la médaille d'or commémorative de l'action, décernée uniquement à ceux qui ont joué un rôle important dans la victoire .
Revenant au service en 1795, Berkeley commande le HMS Formidable au large de Brest, Cadix, Irlande et le Texel, débarquant en 1798 pour commander les clôtures maritimes du Sussex. En 1799, Berkeley est promu contre-amiral et attaché à la Channel Fleet, mais la goutte l'oblige à sa première retraite, et Berkeley est contraint de prendre un congé permanent à terre en 1800. En 1801, Berkeley augmente sa participation politique pour compenser la perte de sa carrière navale .

## Guerres Napoléoniennes
Berkeley continue à construire son statut politique pendant la paix d'Amiens et est nommé inspecteur des barrières marines, un travail qu'il entreprend avec vigueur, menant une enquête de quatorze mois sur les défenses côtières de la Grande-Bretagne, ce qui améliore considérablement les défenses de l'île. En 1806, après un changement de pouvoir politique, Berkeley tombe quelque peu en disgrâce et est envoyé à la North American Station. De là, Berkeley ordonne l'attaque par le HMS Leopard sur la frégate américaine USS Chesapeake en représailles au recrutement américain de déserteurs britanniques. Cette action, connue sous le nom d'affaire Chesapeake-Leopard, contribue à précipiter la guerre de 1812 .
Après avoir embarrassé le gouvernement britannique avec cette action, Berkeley est rappelé chez lui. Cependant, l'opinion publique soutient ses ordres, alors Berkeley est transféré au commandement à Lisbonne dans l'espoir qu'il pourrait réorganiser le système d'approvisionnement chaotique de l'armée de Wellington dans la guerre de la péninsule . Berkeley estime que seul un système de convoi dédié et organisé pouvait maintenir un approvisionnement régulier en hommes, en nourriture et en matériel et en créé un. Simultanément, il rééquipe et galvanise les restes de la marine espagnole, sauvant plusieurs navires de la capture par les Français ainsi que des frégates utilisées pour ravitailler des unités de partisans tout le long des côtes du Portugal et du nord de l'Espagne .
En 1810, Wellington peut honnêtement dire de Berkeley que « son activité est illimitée, toute la gamme des affaires du pays dans lequel il est stationné, civiles, militaires, politiques, commerciales, même ecclésiastiques, je crois, ainsi que navales sont des objets de son attention". Il est promu au grade d'amiral et nommé Lord Haut Amiral de la Marine Portugaise par le Régent Portugais au Brésil .
Berkeley prend sa retraite du poste en 1812, et a de nouveaux problèmes de santé. Lui et Wellington restent bons amis pour le reste de leur vie, et Wellington déclare plus tard que Berkeley était le meilleur commandant naval avec lequel il avait jamais coopéré . Le dernier voyage de Berkeley est celui de retour en Grande-Bretagne à bord du HMS Barfleur. Il est fait Chevalier Compagnon de l'Ordre du Bain en 1813, puis Chevalier Grand-Croix de l'Ordre du Bain en 1815. Il aurait été déçu de ne pas avoir reçu de pairie pour son long et excellent service .

## Retraite
Berkeley se retire dans une maison de South Audley Street, à Londres, où sa goutte continue à le tourmenter avec une douleur intense pour le reste de sa vie. Il passe quelque temps au cours de cette période à converser avec son ami de toujours Edward Jenner, dont le vaccin contre la variole de Berkeley a persuadé le gouvernement d'enquêter, notamment en ce qui concerne la santé de la marine. Il est confiné au lit à cause de la goutte chronique et meurt en février 1818 à l'âge de 64 ans .

## Famille
Berkeley a cinq enfants.
1. Sir George Berkeley (officier) (en) est un général et père du 7e comte de Berkeley.
2. Louisa Emily Anne Berkeley épouse d'abord Sir Thomas Hardy, 1er baronnet, le 17 novembre 1807. Ils ont trois filles [3],[4]. Elle épouse en secondes noces Charles Ellis (1er baron Seaford), le mariage restant sans enfant.
3. Georgiana Mary Berkeley épouse l'amiral de la flotte Sir George Francis Seymour. Ils ont trois fils et quatre filles.
4. Mary Caroline Berkeley (d. 1873) épouse Henry FitzRoy (5e duc de Grafton).
5. Grenville Berkeley est un homme politique.

## Sources
- « Berkeley, Sir George Cranfield », Oxford Dictionary of National Biography, Brian Mark De Toy
- The Naval Chronicle, vol. 12, London, J. Gold, 1805 (Reissued by Cambridge University Press, 2010.  (ISBN 978-1-108-01851-7))